# Chetogena nigrofasciata
Chetogena nigrofasciata är en tvåvingeart som först beskrevs av Gabriel Strobl 1902.  Chetogena nigrofasciata ingår i släktet Chetogena och familjen parasitflugor. Inga underarter finns listade i Catalogue of Life.